# 陈关荣
陈关荣，英文名Ron（1948年—）是一位对混沌理论做出贡献的中国数学家。自2000年以来，他一直担任香港城市大学混沌与复杂网络中心的主席教授和创始主任。在此之前，他是德克萨斯州休斯顿大学的终身教授。陈于2014年当选为欧洲科学院院士，于2015年当选为世界科学院院士，于1997年当选为IEEE院士。他目前是《国际分叉与混沌杂志》的主编。
他以对混沌理论和分岔理论的贡献而闻名，包括陈吸引子，一种以他命名的动力系统吸引子（参见多卷波混沌吸引子）。

## 生平
1948年，陈出生在中国广州。1978年，他考入广州中山大学。1981年，他获得计算数学硕士学位。
然后，他在美国学习，并于1987年获得德克萨斯农工大学应用数学博士学位。

## 学术界
1987年至1990年，他在莱斯大学担任教授。1990年至1999年，他在休斯顿大学工作，成为终身教授。
2000年，他成为香港城市大学（City University of Hong Kong）的讲座教授，创立了混沌与复杂网络中心。
他从事混沌、控制理论、分岔、非线性动力学、复杂系统等方面的研究。

### IEEE
1999年至2001年，他担任IEEE非线性电路和系统技术委员会主席。自2008年以来，他一直担任IEEE Circuits and Systems杂志的主编。
自2010年以来，他一直担任《国际分歧与混沌杂志》主编。在此之前，从1991年到2009年，他是《国际分歧与混沌杂志》的编辑。2004年至2007年，他担任《IEEE电路与系统学报》的副主编。从2004年到2005年，他是IEEE自动控制交易的编辑。

### 期刊和会议
2008年至2009年，他担任《国际电路理论与应用杂志》的副主编及副编辑。
2006年至2008年，他担任《控制科学与工程杂志》的编辑。
自1995年以来，他一直担任《中国科学院控制理论与应用杂志》的编辑。
2001年至2014年，他担任《系统科学与复杂性杂志》的编辑。
2009年至2014年，他担任中国社会复杂系统与网络委员会主席。

## 研究
他以陈吸引子、吕陈吸引子和其他关于多卷波混沌吸引子的著作而闻名。他从事混沌理论、控制理论、分岔理论、非线性动力学、复杂系统等方面的研究。

### 陈吸引子
陈发现了陈方程，这是一个耦合微分方程系统，能产生一种洛伦兹吸引子——陈吸引子。
控制陈系统的方程为：
{\displaystyle {\frac {dx}{dt}}=a(y-x)}
{\displaystyle {\frac {dy}{dt}}=(c-a)x-xz+cy}
{\displaystyle {\frac {dz}{dt}}=xy-bz}
其中{\displaystyle a=35,b=3,c=28}。

## 出版物
陈在混沌理论及相关领域发表了650多篇论文和300多篇文摘。他目前被引用的次数超过60000次，是该领域被引用次数最多的领导者之一。
- 陈关荣，上田哲史。《另一个混沌吸引子》。分叉与混沌杂志，1999 9:1465。[9]
- 陈关荣；吕金虎（2006）。《生成多螺旋混沌吸引子：理论、方法和应用》（PDF）。国际分叉与混沌杂志。[10]
- 陈芳跃，何国龙，徐秀斌，陈关荣，《通过CNN实现任意布尔函数》（細胞式類神經網路论文）[11]

书
- 《具有实时应用的卡尔曼滤波》[12]
- 《线性系统和最优控制》[13]
- 《Hopf分叉分析：频域方法》[14]
- 《从混沌到有序：方法、观点和应用》[15]
- 《洛伦兹系统族的动力学：分析、控制和同步》[2]
- 《复杂网络：模型、动力学和控制》[16]
- 《模糊逻辑与混沌理论的集成》[2]
- 《进化算法与混沌系统》[2]

## 获奖与荣誉
- IEEE研究员（1997）[2]
- 法国诺曼底勒阿弗尔大学荣誉博士（2014）[8]
- 俄罗斯圣彼得堡州立大学名誉博士（荣誉博士）（2011）[8][17]
- 欧拉金牌（2011）[8]
- SCI高度引用汤森路透社工程研究员（自2009年11月起）[18]
- Harden-Simons年度杰出期刊论文奖，美国工程教育学会（1998）[2]
- 捷克共和国科学院信息理论与自动化研究所最佳论文奖（2002）[2]
- IEEE M. Barry Carlton最佳年度论文奖，IEEE航空和电子系统协会（2001）[2]
- IEEE Guillemin-Cauer最佳年度论文奖，IEEE电路和系统协会（2005）[2]
- IET Premium最佳论文奖（2013）[2]
- 中国国家自然科学奖（2008、2012、2016）[2]
- 香港城市大学校长奖（2019）[2]
- 何梁何利科学技术奖（2010）[2]
- 休斯顿大学青年教师研究优秀奖（1993）[2]
- 长江学者讲座教授（第七批）[19]

### 名誉教授
陈曾在30多个国家演讲，并在全球多所大学担任名誉教授职务，包括但不限于：
- 澳大利亚中央昆士兰大学；
- 澳大利亚巴拉拉特大学；
- 阿根廷南民族大学；
- 北京大学长江教授；
- 复旦大学；
- 清华大学；
- 中国科学技术大学；
- 上海交通大学；
- 中山大学；
- 天津大学；
- 浙江大学